# Hartzviller
Hartzviller (deutsch Harzweiler, lothringisch Hortwiller) ist eine französische Gemeinde mit 939 Einwohnern (Stand 1. Januar 2022) im Département Moselle in der Region Grand Est (bis 2015 Lothringen). Sie gehört zum Arrondissement Sarrebourg-Château-Salins. Seit 1983 besteht eine Gemeindepartnerschaft zu Annweiler-Queichhambach im deutschen Bundesland Rheinland-Pfalz.

## Geografie
Die Gemeinde Hartzviller liegt etwa acht Kilometer südöstlich von Sarrebourg am Flüsschen Bièvre (Biber) auf einer Höhe zwischen 275 und 376 m über dem Meeresspiegel. Das Gemeindegebiet umfasst 4,21 km².

## Bevölkerungsentwicklung
| Jahr      | 1962 | 1968 | 1975 | 1982 | 1990 | 1999 | 2007 | 2019 |
| Einwohner | 785  | 853  | 899  | 913  | 849  | 871  | 922  | 917  |

## Wirtschaft und Infrastruktur
Der Ort ist für sein Glashandwerk bekannt.

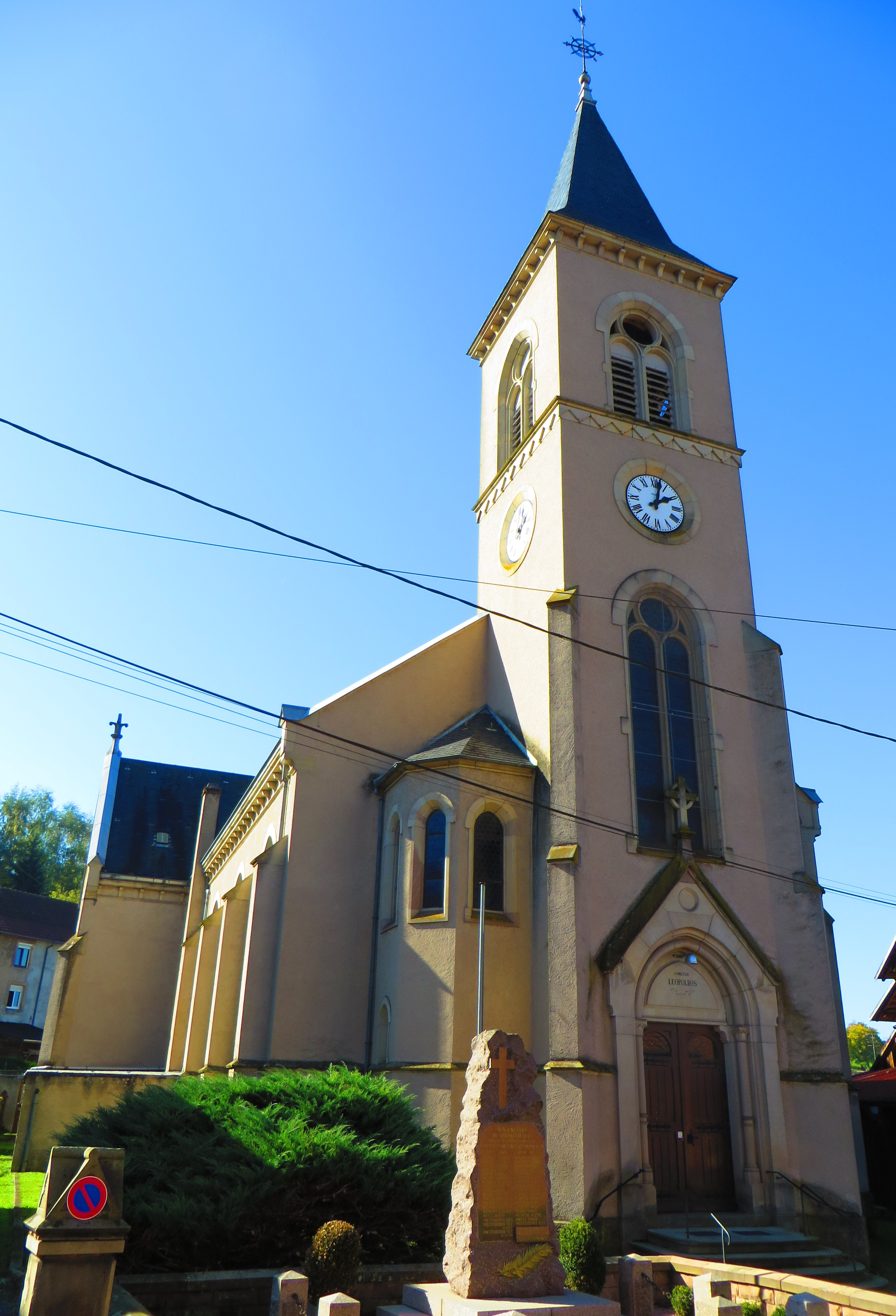
Kirche Saint-Léopold
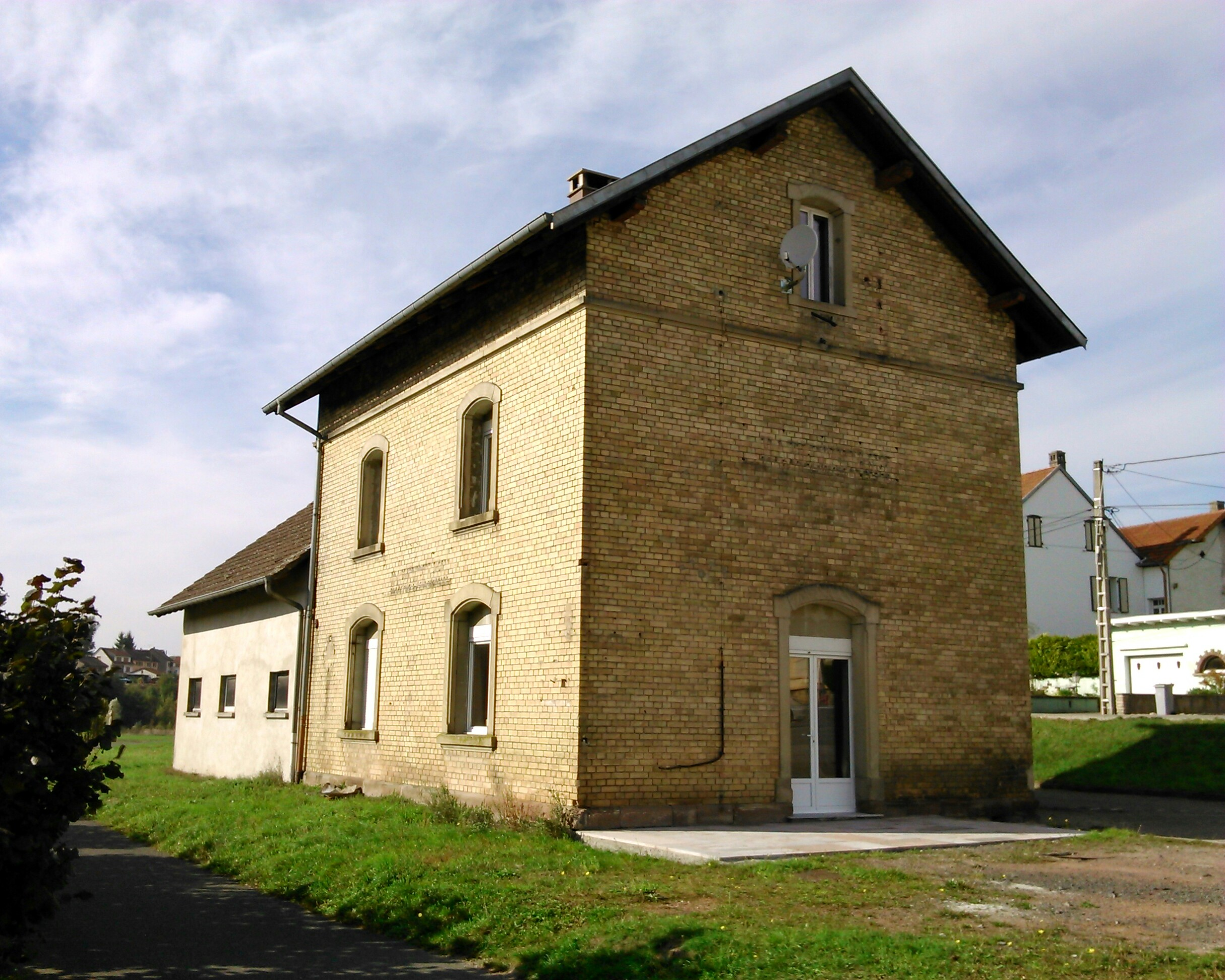
Ehemaliges Bahnhofsgebäude